# Antonín Srba
Antonín Srba (3. června 1879 Nechyba u Benešova – 13. srpna 1943 Praha), byl československý politik, meziválečný ministr a poslanec Národního shromáždění za Československou sociálně demokratickou stranu dělnickou.

## Biografie
Vyučil se štukatérem. Od mládí byl aktivní v sociálně demokratickém hnutí a odborech. V letech 1900–1903 byl tajemníkem Odborového sdružení českoslovanského, v období let 1903–1918 působil jako redaktor listu Právo lidu. Zároveň řídil několik dalších periodik (Zář, Český vystěhovalec, Týdenní kronika, Věstník Dělnické akademie). Za první světové války zastával funkci místopředsedy Zemské hospodářské rady. V letech 1918–1919 působil coby státní tajemník na ministerstvu pro zásobování lidu.
V letech 1918–1920 zasedal v Revolučním národním shromáždění. V parlamentních volbách v roce 1920 získal poslanecké křeslo v Národním shromáždění. Mandát v parlamentních volbách v roce 1925 obhájil a do parlamentu se dostal i po parlamentních volbách v roce 1929 a opět po parlamentních volbách v roce 1935. Poslanecký post si oficiálně podržel do zrušení parlamentu roku 1939, přičemž v prosinci 1938 ještě přestoupil do poslaneckého klubu nově ustavené Národní strany práce.
Podle údajů z roku 1935 byl státním úředníkem. Bydlel v Praze. Byl propagátorem letectví. Spoluzakládal a byl předsedou Masarykovy letecké ligy.
Kromě poslaneckých postů se podílel i na československých vládách. V září 1921 ho strana vyslala do vlády Edvarda Beneše, kde zastával post ministra pro zásobování lidu a ministra pošt a telegrafů. V letech 1922 až 1925 působil jako ministr veřejných prací.